# Carl Johann von Krazeisen
Carl Johann Ritter von Krazeisen (* 17. Dezember 1851 in München; † 2. Oktober 1924 ebenda) war ein deutscher Jurist.

## Biografie
Er war der Sohn des bayerischen Generals Karl von Krazeisen und dessen Gattin Maria geborene Leonhard.
Krazeisen war von 1895 bis 1912 Jurist im bayerischen Innenministerium. Vom 1. Oktober 1912 bis 31. Dezember 1918 war er Staatsrat im außerordentlichen Dienst und Präsident des Bayerischen Verwaltungsgerichtshofes.